# Państwowa służba geologiczna
Państwowa służba geologiczna – dział polskiej administracji państwowej wykonujący zadania państwa w zakresie geologii. Służbę tę pełni Państwowy Instytut Geologiczny - Państwowy Instytut Badawczy, który może powierzyć wykonanie niektórych zadań z zakresu służby geologicznej innym jednostkom organizacyjnym, w tym przedsiębiorcom, jeśli przedmiot ich działania obejmuje prowadzenie prac geologicznych.
Nadzór nad wykonywaniem zadań służby sprawuje Minister Środowiska, działający poprzez Głównego Geologa Kraju.

## Zadania państwowej służby geologicznej
Do zadań państwowej służby geologicznej należą sprawy wymienione w art. 162 ust. 1 Prawa geologicznego i górniczego. Są to:
1. inicjowanie, koordynacja i wykonywanie zadań zmierzających do rozpoznania budowy geologicznej kraju, w tym prac o podstawowym znaczeniu dla gospodarki narodowej, w szczególności dla odnowienia bazy surowcowej kraju, ustalania zasobów złóż kopalin, a także dla ochrony środowiska;
2. prowadzenie centralnego archiwum geologicznego;
3. gromadzenie, udostępnianie, przetwarzanie i archiwizacja danych geologicznych;
4. prowadzenie bazy danych geologicznych;
5. sporządzanie krajowego bilansu zasobów kopalin;
6. przygotowywanie materiałów w celu przeprowadzania przetargów na udzielenie koncesji na poszukiwanie złóż lub rozpoznawanie złóż węglowodorów i wydobywanie węglowodorów ze złóż;
7. koordynacja i wykonywanie prac z zakresu kartografii geologicznej oraz wykonywanie prac pilotażowych z tego zakresu;
8. prowadzenie rejestru obszarów górniczych;
9. koordynacja zadań z zakresu ochrony georóżnorodności oraz geologii środowiskowej;
10. rozpoznawanie i monitorowanie zagrożeń geologicznych.